# Comuna Bîstreț, Verhovîna
Bîstreț (în ucraineană Бистрець) este o comună în raionul Verhovîna, regiunea Ivano-Frankivsk, Ucraina, formată din satele Beresteciko și Bîstreț (reședința).

## Demografie
Componența lingvistică a comunei Bîstreț
     Ucraineană (99,84%)
     Alte limbi (0,16%)
Conform recensământului din 2001, majoritatea populației comunei Bîstreț era vorbitoare de ucraineană (99,84%), existând în minoritate și vorbitori de alte limbi.